# اندیس سنگ تزئینی (مرمریت گوهره خرم‌آباد) ناز بانو
سنگ تزئینی (مرمریت گوهره خرم آباد) ناز بانو یک اندیس مصالح ساختمانی است که در حوالی شهر کوه دشت استان لرستان قرار دارد و مادهٔ معدنی موجود در آن، سنگ تزئینی است.سنگ میزبان این اندیس سنگ آهک دولومیتی است و دیرینگی آن به دوران الیگومیوسن می‌رسد. 